# Sóc Trăng
Sóc Trăng (wymowaⓘ) – miasto w południowym Wietnamie, w delcie Mekongu, ośrodek administracyjny prowincji Sóc Trăng. W 2009 roku liczyło 136 018 mieszkańców.